# Juan María Leonardi Villasmil

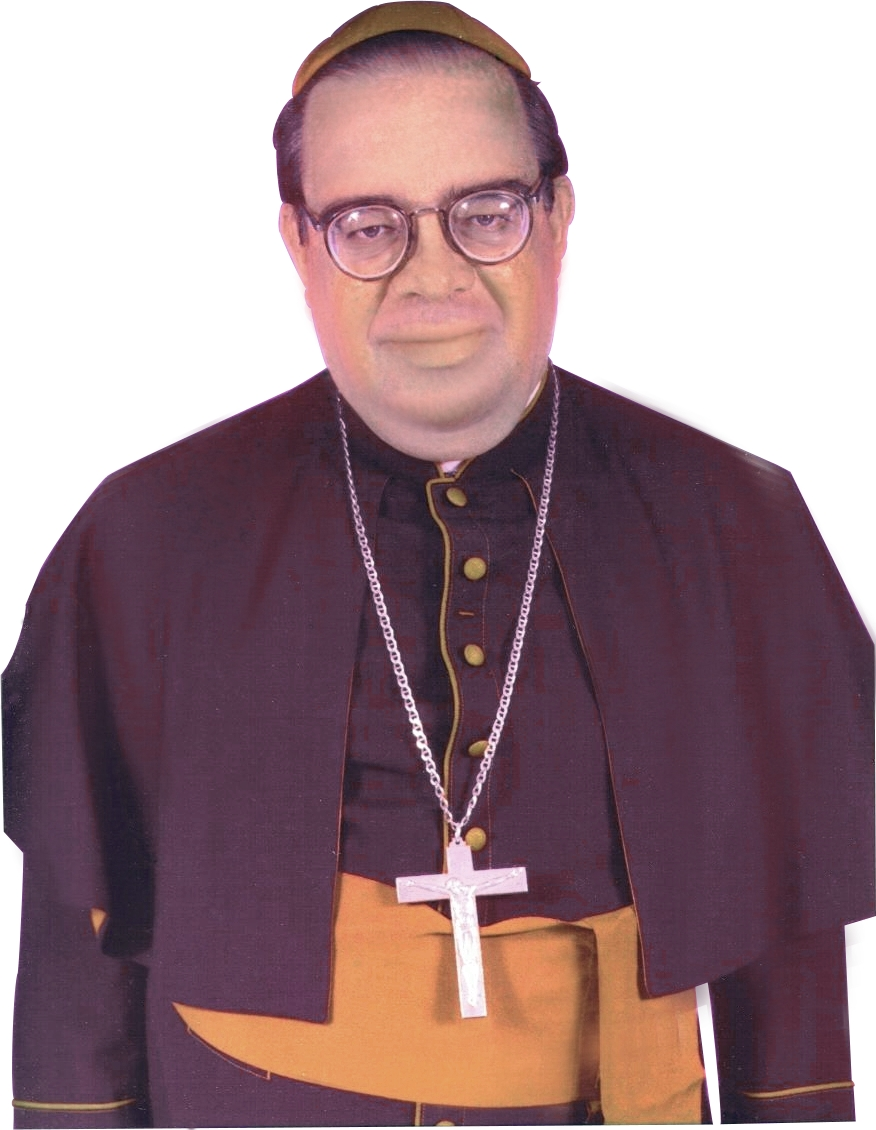
Juan María Leonardi Villasmil

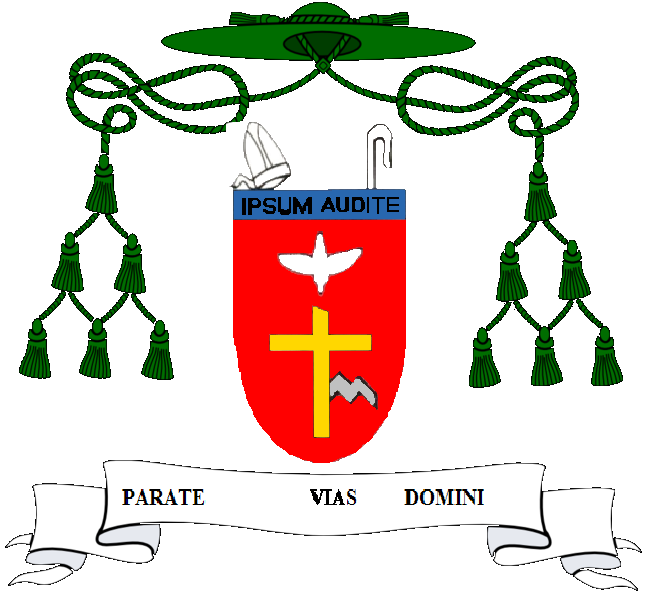
Wappen von Juan María Leonardi Villasmil

Juan María Leonardi Villasmil (* 11. Februar 1947 in Boconó; † 7. Juni 2014 in Maracaibo) war ein venezolanischer Geistlicher und römisch-katholischer Bischof von Punto Fijo. 

## Leben
Juan María Leonardi Villasmil studierte von 1965 bis 1969 Wirtschaftswissenschaften an der Universidad Central de Venezuela und der Universidad Católica Andrés Bello in Caracas. 1973 trat er in das Priesterseminar St. Josef in Caracas ein und studierte Philosophie. 1976 wechselte er zum Theologiestudium an die Päpstliche Universität Gregoriana in Rom. Am 4. August 1979 empfing er die Priesterweihe. Nach Tätigkeit am Seminario Santa Rosa de Lima in Caracas absolvierte er 1984 bis 1986 ein Studium der Dogmatik und Ekklesiologie an der Päpstlichen Lateranuniversität in Rom.
Papst Johannes Paul II. bestellte ihn am 27. Januar 1994 zum Weihbischof in Mérida und ernannte ihn zum Titularbischof von Lesvi. Die Bischofsweihe spendete ihm der Erzbischof von Mérida, Baltazar Enrique Porras Cardozo, am 8. April desselben Jahres; Mitkonsekratoren waren Miguel Antonio Salas Salas CIM, Alterzbischof von Mérida, und Vicente Ramón Hernández Peña, Bischof von Trujillo. Als Wahlspruch wählte er PARATE VIAS DOMINI.
Am 12. Juli 1997 wurde er von Papst Johannes Paul II. zum Bischof von Punto Fijo ernannt und am 30. August 1997 in das Amt eingeführt.

## Auszeichnungen
- Ehrendoktorwürde der Universidad del Zulia (2009)